# 龙岗能源生态园
龙岗能源生态园是位于中国广东省深圳市龙岗区坪地街道的垃圾焚烧发电厂，由深圳能源集团运营，2019年投入使用。园区总占地面积约54.3万平方米，总投资约43.9亿元人民币，设计规模为日处理生活垃圾5000吨。
建筑由丹麦SHL建筑师事务所设计，模仿客家围屋的造型。发电厂建设6条处理能力为850吨/日的垃圾焚烧处理生产线。园区也被用作旅游景点，透明展示垃圾处理过程，开放公众参观。